# オペレーショナル・エクセレンス
オペレーショナル・エクセレンスとは、業務改善プロセスが現場に定着し、業務オペレーションが磨きあげられ、競争上の優位性にまでなっている状態のことを言う。企業の競争源泉の重要要素として位置づけられることもある。企業戦略の一つとしてとらえることもできる。OPEXと略すこともある。

## 概要
オペレーショナル・エクセレンスは、オペレーション力、すなわち現場力が卓越し、競争上の優位性にまで高められている状態のことを指し、企業の競争力の源泉の重要な要素となる。高効率、高生産性の実現の鍵となる要素であり、過去の景気後退期においても企業の力強い回復を支えてきたことが分かっている。
オペレーショナル・エクセレンスを確立した企業では、常により良い業務オペレーションを追求しようという考え方が現場の末端まで浸透し、継続的なオペレーションの進化を可能にする仕組みができている。オペレーショナル・エクセレンスは、生産、企画、研究、開発、サプライチェーン、等企業を構成するあらゆる機能・業務において達成し得る。

## 歴史
オペレーショナル・エクセレンスは、CSCインデックス社の経営コンサルタント、マイケル・トレーシーとフレッド・ウィアセーマが、1995年、｢ナンバーワン企業の法則｣の中で提唱した概念。優良企業の3つの価値基準(オペレーショナル・エクセレンス、製品リーダー、カスタマー・インテマシー)の一つとして提唱した。

## 戦略としてのオペレーショナル・エクセレンス
オペレーショナル・エクセレンス戦略を取る企業は、生産方法や販売方法など主にオペレーションにおける優位性を構築することにより、競合企業に対してスピードやコストで打ち勝っていくことを目指す。特に革新的な製品を生み出しているわけではなく、顧客との緊密な関係性を育んでいるわけでもないが、品質、価格、購買の簡便性、サービスなどを含む総合力によって優位性を保つのが特徴である。具体的な手法としてシックス・シグマやリーン生産方式が用いられることが多い。

## 持続力の高い優位性
オペレーショナル・エクセレンスを実現している企業は、持続性の高い優位性を保持している。これは単なる競争戦略による差別化戦略では、競合他社からの模倣などにより追随される可能性が高く、その優位性維持の期間は短い一方、オペレーショナル・エクセレンスを実現している企業は、他社が短期間で真似できない“現場力”を保持しているからである。時間をかけて磨き上げてきた現場力を模倣するのは容易ではないため、結果、持続力の高い優位性を企業にもたらしている。

## 企業例
オペレーショナル・エクセレンスを達成している企業として、トヨタ、マクドナルド、花王、ヤマト運輸、セブン-イレブンといった企業、海外ではGEやフェデラル・エクスプレスなどが挙げられる。
また、スイスの製薬会社Roche(ロシュ)のように、継続的な事業改善を可能にするためにオペレーショナル・エクセレンスをプログラムとして、導入している企業もある。なお、ロシュは2010年内にプログラムを開始し2012年末までに完了する予定だと発表している。